# Breyton Paulse
Pour les articles homonymes, voir Breyton Paulse (homonymie).

a Compétitions nationales et continentales officielles uniquement.

b Matchs officiels uniquement.
Breyton Paulse, né le 25 avril 1976 à Koue Bokkeveld Afrique du Sud,  est un joueur de rugby sud-africain, évoluant au poste d'ailier.

## Biographie
Ses qualités de vitesse, champion d'Afrique du Sud scolaire sur 200 et 400m, lui permettent d'atteindre le haut niveau malgré une taille de 1,78 m qui semblait au départ rédhibitoire.
International Springboks depuis 1999 avec un premier match conclu par trois essais contre l'équipe d'Italie, il devient un titulaire à ce poste, dépassant en 2005 la barre des 50 sélections.
Il décide de quitter l'équipe de Currie Cup de la Western Province pour rejoindre le Championnat de France de rugby à l'ASM Clermont Auvergne pour la saison 2005-06. Malgré tout, il reste éligible pour jouer avec les Springboks depuis que le nouvel entraîneur de ceux-ci, Jake White, ait décidé de s'autoriser à aligner des joueurs ne jouant pas en Afrique du Sud, Percy Montgomery étant le premier bénéficiaire lors du Super 12 2004.
Avant de rejoindre sa nouvelle équipe, il participe au Super 12 2005.
Dès la fin du championnat de France 2006 et à la demande de Jake White le sélectionneur, il décide finalement de rentrer en Afrique du Sud.
Malgré deux sélections en juillet 2007, lors de rencontres du Tri-nations face à l'Australie et les All Blacks, il n'est pas retenu pour participer à la Coupe du monde 2007.

## Clubs
- Western Province en Currie Cup
- Stormers dans le Super 12
- ASM Clermont (2005-2006)
- Stormers (à partir de 2006)

## Palmarès

### Avec lesSpringboks
Il compte 64 sélections avec les Springboks,  marquant 26 essais, devenant alors le deuxième marqueur de l'Afrique du Sud derrière Joost van der Westhuizen. Il compte 130 points en sélections.
- Sélections par saison : 8 en 1999, 11 en 2000, 10 en 2001, 10 en 2002, 1 en 2003, 11 en 2004, 5 en 2005, 6 en 2006, 2 en 2007.

- Vainqueur du Tri-nations: 2004
- Participation à la Coupe du monde de rugby 1999 (3 matchs, 2 comme titulaire), 3e place.
- Participation à la Coupe du monde de rugby 2003 (1 match comme titulaire), quart-de-finaliste.

### En club et province
- vainqueur du Super 12 en 2004
- 66 matchs de Super 12
- 32 essais dans le Super 12/14